# St. Johannes Baptist (Kirchendemenreuth)
Die römisch-katholische Expositurkirche St. Johannes Baptist befindet sich im Hauptort der Oberpfälzer Gemeinde Kirchendemenreuth. Die Expositur wird heute gemeinsam mit der Pfarrei St. Pankratius von Parkstein aus verwaltet.

## Geschichte
Die Kirche von Thimruit, der frühere Name des Ortes, wurde vom Kloster Michelsberg aus gegründet. Die Holzkapelle wurde 1143 von dem Bamberger Bischof Egilbert auf das Patrozinium des hl. Andreas geweiht. Die Gleißenthaler vom naheliegenden Schloss Döltsch waren als Patronatsherren für die Kirche verantwortlich.
1362 und 1389 wird die Kirche im Leuchtenberger Lehnbuch genannt. Nach dem neuböhmischen Salbuch von 1363 wurde von der Kirche ein Zehnt eingezogen, zwei Drittel davon gingen an der Pfarrer von Windischeschenbach, der die Filiale Thimruit betreute. Kirchendemenreuth hatte damals also keinen eigenen Pfarrer, sondern wurde durch Kapläne von Windischeschenbach aus betreut.
1416 wird festgehalten, dass die Kirche eine Wiese zwischen Demenreuth und Steinreuth mit der Bezeichnung „bei der Esche“ besitze. Von 1450 ist überliefert, dass der Pfarrer von Windischeschenbach einen Pfarrhof in Thimruit besitzt, der an einen gewissen Goebel verpachtet ist. Auch 1532 wird in einer Musterungsliste berichtet, dass Thimruit einen guten Kirchhoff habe, der sich mit Kirchenmauer und Turm gut zur Verteidigung eigne.
Zwischen 1542 und 1546 fand die Reformation im pfälzisch-neuburgischen Demenreuth Eingang. Am 22. Juni 1542 führte Pfalzgraf Ottheinrich diese mit einem Religionsmandat in seinem Herzogtum Pfalz-Neuburg ein und setzte am 4. April 1556 mit der Verkündung der Neuburger Kirchenordnung den Konfessionswechsel durch. 1588 wurde das Demenreuther Kirchenvermögen mit 500 fl angegeben, was dem Wert eines großen Bauernhofes entsprach. 1589 wurde ein neuer Predigtstuhl für die Kirche angeschafft.
Unter Herzog Wolfgang Wilhelm wurde die Gegend ab 1627 rekatholisiert; die pfarrliche Betreuung erfolgte wieder von Windischeschenbach aus. 1633 plünderten im Dreißigjährigen Krieg die Schweden den Ort und verwüsteten die Kirche, 1634 brach die Pest aus. 1641 wurde Demenreuth von der Pfarrei Pressath aus betreut. In dieser Zeit bürgerte sich der Name Kirchendemenreuth ein. 1642 kam Kirchendemenreuth zur Pfarrei Parkstein, die Betreuung erfolgte durch den Parksteiner Kooperator Rupert Turl. Diese Zuordnung löste einen jahrzehntelangen Streit zwischen der kurpfälzischen Regierung und dem Ordinariat Regensburg aus, den der Regensburger Bischof Johann Theodor von Bayern 1731 mit dem Entscheid beendete, Kirchendemenreuth bei Parkstein zu belassen.
1653 wurde in Kirchendemenreuth das Simultaneum eingeführt. Die Dorfkirche stand von nun an beiden Konfessionen zur Verfügung, wiewohl durch den Druck der Gegenreformation die Anzahl evangelischer Christen stark zurückging. Mit Wirkung vom 9. November 1931 wurde das Simultaneum beendet; die katholische Kirchenstiftung bezahlte an die evangelische Gemeinde zur Ablösung des Kirchengebäudes 25.000 Reichsmark und nahm umfangreiche Renovierungsarbeiten vor, die mit einem Dankgottesdienst am 22. November 1931 ihren Abschluss fanden. Am 5. Juni 1932 konsekrierte Bischof Michael Buchberger die Kirche.
Unter tätiger Mitwirkung der katholischen Bewohner wurde 1899 mit dem Bau eines neuen Pfarrhofes begonnen. Am 10. September 1901 zog der frühere Kooperator von Parkstein als erster Expositus von Kirchendemenreuth Gabriel Wölfl († 27. Januar 1914) hier ein. Bis 1983 folgten weitere zehn Inhaber dieser Stelle. Seit 1983 wird Kirchendemenreuth wegen Priestermangels von Parkstein aus betreut.

## Baubeschreibung
Wann die Holzkirche durch einen Steinbau ersetzt wurde, ist umstritten; einigen Quellen zufolge war dies bereits 100 Jahre nach der Gründung der Fall, nach anderen erst um 1300. Der Kirchturm besitzt an der Ostwand im Untergeschoss aber ein romanisches Schlitzfenster, was eine Gründung im 12. Jahrhundert vermutbar macht.
Der Bau ist eine Saalkirche mit einem Walmdach und einem eingezogenen und mit einem Kreuzgewölbe ausgestatteten Rechteckchor. Darüber erhebt sich ein vierkantiger Chorturm mit Zwiebelhaube.
Das Langhaus mit fünf Fensterachsen wurde 1709 neu errichtet und war nach dem Abschluss doppelt so groß wie die frühere Kirche. Die Zahl „1710“ am Portal verweist auf das Jahr der Fertigstellung der Kirche. 1766 wurde der Turm erneuert, seitdem besitzt er eine Kuppel und eine Säulengalerie. 1797 wurde eine Sakristei angebaut und 1800 der Pavillon oberhalb der Orgel erhöht. Aus dieser Zeit stammt auch eine zweite Empore. An der Nordseite der Kirche wurde 1932 ein Glockenhaus errichtet. Die Kirche wurde 1990 innen und außen renoviert, dabei wurde auch der Kirchenplatz neu gestaltet. Altarraum und Empore wurden 1994 erneuert.

## Innenausstattung
Der Hauptaltar aus der Rokokozeit stammt aus der abgebrochenen Wallfahrtskirche Barbaraberg, die zum Kloster Speinshart gehörte, das 1803 säkularisiert wurde. In der Mitte ist eine Darstellung der Pietà, an der Seite befinden sich Statuen des Joachim  und der Anna, der Eltern Mariens. Später hinzugefügte Figuren stellen den spätgotischen Kirchenpatron Johannes den Täufer und einen barocken Johannes Nepomuk dar.
Die beiden Seitenaltäre stammen aus dem späten 17. Jahrhundert, sie zeigen den hl. Sebastian, der hier als Pestheiliger verehrt wird, und eine Marienfigur im Strahlenkranz.
Erhalten ist auch ein Altar von 1516. Auch dieser wurde von den Prämonstratensern vom Kloster Speinshart erworben. In dem spätgotischen Werk ist eine Statue der Maria mit dem Kinde Jesu sowie des Johannes des Täufers. Zwei Holzreliefs stellen die Heiligen Laurentius und Jakobus dar. Der Altarstein birgt Reliquien des heiligen Aurelius und der heiligen Justina.
Eine Besonderheit stellt die aus 52 Tafeln bestehende Kassettendecke dar, die von den Kapuzinern in Parkstein in Auftrag gegeben wurde. Es werden neben Grotestkenwerk Szenen der Heiligen Schrift (z. B. hl. Helena mit dem Kreuz, Veronika mit dem Schweißtuch, Johannes Evangelist, Johannes der Täufer, Sturz Satans) und der theologischen Tradition (z. B. Szenen aus dem Leben des hl. Franziskus, Jüngstes Gericht) von einem unbekannten Künstler dargestellt. Zentraler Punkt der Darstellung ist die Krönung Mariens. Die Decke wurde 1717 fertiggestellt.
An der Brüstung der Empore befinden sich Darstellungen von acht Aposteln: Philippus, Jakobus der Jüngere, Jakobus der Ältere, Bartholomäus, Thomas, Simon, Judas Thaddäus und Matthäus (um 1720). Beim Emporenaufgang befindet sich ein Votivbild, das an die Pestjahre 1635, 1742 und 1832 erinnert; die Gläubigen von Parkstein gelobten damals, jährlich eine Wallfahrt zum hiesigen hl. Sebastian zu machen, die heute noch durchgeführt wird. Der Kreuzweg ist eine Kopie der Darstellung der Leidensgeschichte von der Kirche Ospedale dei frati in Neapel, der von dem Pfarrer Gabriel Wölfl gestiftet wurde. Die Kanzel mit den Bildern der vier Evangelisten stammt von 1866.

## Glocken
Die acht Zentner schwere Laurentius-Glocke stammt von 1516 aus dem Vorgängerbau. Die Umschrift in Minuskeln lautet: sancte laurenti martir inclite ora pro nobis 1516. Eine zweite kleinere Glocke wird dem 14. oder 15. Jahrhundert zugeschrieben. 1931 wurden zwei neue Glocken angeschafft, die aber bereits 1942 für Kriegszwecke wieder abgegeben werden mussten. Kurz vor Weihnachten 1950 wurden zwei neue Glocken angeschafft.

## Orgel
1873 wurde für 1600 Gulden eine neue Orgel angeschafft.